# Asthenolabus hilaris
Asthenolabus hilaris är en stekelart som beskrevs av Heinrich 1974. Asthenolabus hilaris ingår i släktet Asthenolabus och familjen brokparasitsteklar. Inga underarter finns listade.